# Bój pod Olszanami

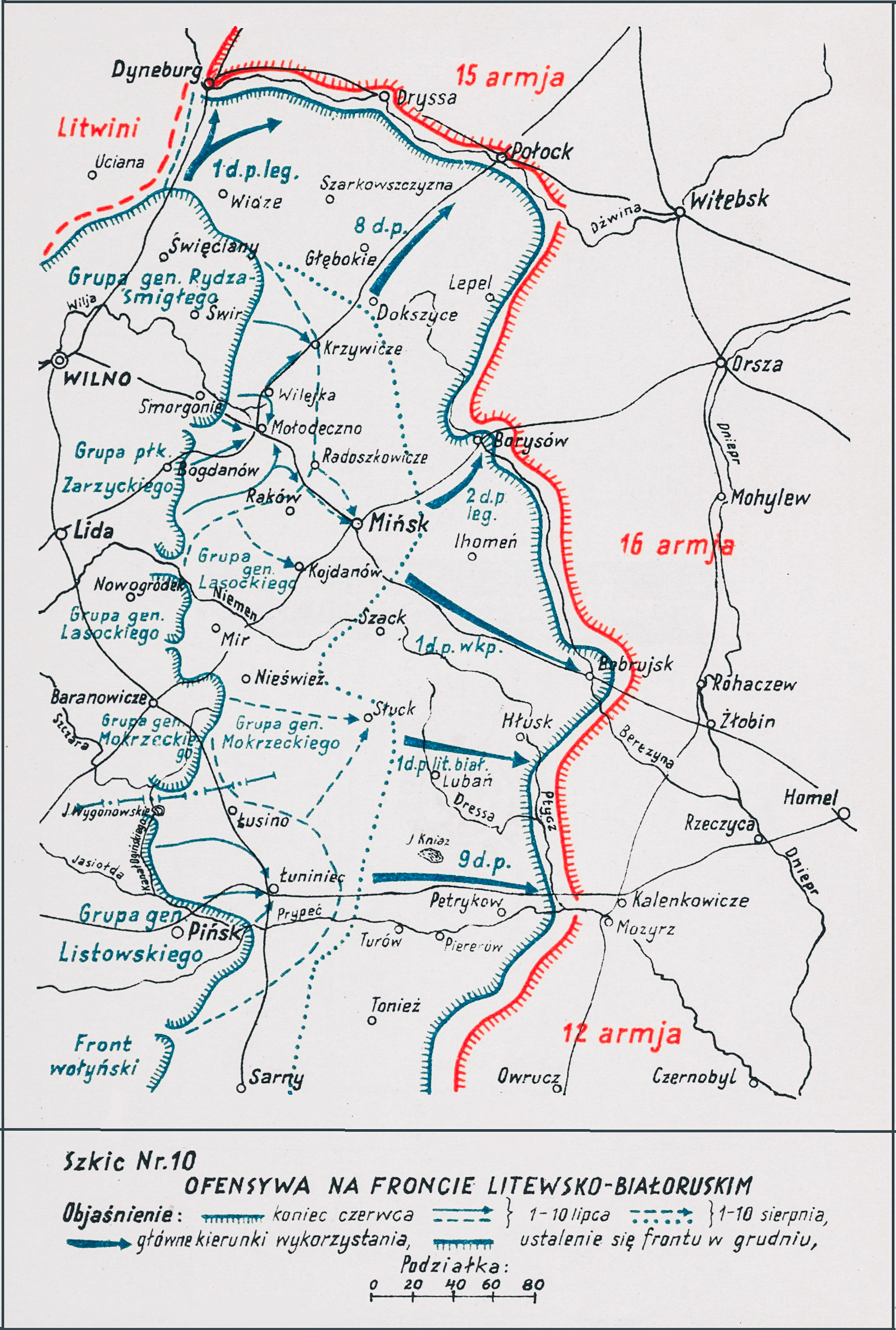
Adam Przybylski,
Wojna Polska 1918–1921

Bój pod Olszanami – walki polskiego 22 pułku piechoty z oddziałami sowieckiej 8 Dywizji Strzelców toczone w pierwszym roku okresie wojny polsko-bolszewickiej.

## Geneza
W pierwszych miesiącach 1919 roku na wschodnich krańcach odradzającej się Rzeczypospolitej stacjonowały jeszcze wojska niemieckie Ober-Ostu. Ich ewakuacja powodowała, że opuszczane przez nie tereny od wschodu zajmowała Armia Czerwona. Jednocześnie od zachodu podchodziły oddziały Wojska Polskiego. W lutym 1919 oddziały polskie weszły w kontakt bojowy z jednostkami Armii Czerwonej. Rozpoczęła się nigdy nie wypowiedziana wojna polsko-bolszewicka. 
Na początku kwietnia na litewsko-białoruskim obszarze działań wojennych oddziały polskie stały na linii Jasiołda - Kanał Ogińskiego, podchodząc na północ od Niemna do linii kolejowej Baranowicze - Lida i do rzeki Dzitwy. W tym czasie oddziały Armii Czerwonej tworzyły cztery zgrupowania. Jedno z nich zgrupowane było na Polesiu w rejonie Łunińca.
Wiosną wojska grupy gen. Listowskiego trzykrotnie próbowały zdobyć ten ważny węzeł kolejowy, broniony przez 8 Dywizję Strzelców i mniejsze oddziały Armii Czerwonej. Dopiero w lipcu udało się Polakom zdobyć Łuniniec. 10 lipca grupa mjr. Aleksandra Łuczyńskiego zajęła miasto, a obchodzący miasto 3 pułk ułanów zmusił przeciwnika do odwrotu za Łań.

## Walczące wojska
| Jednostka                             | Dowódca                  | Podporządkowanie     |
| Wojsko Polskie                        |                          |                      |
| ⇒ Grupa ppłk. Grabowskiego            | ppłk Władysław Grabowski | 9 Dywizja Piechoty   |
| → 4/22 pułku piechoty                 | kpt. Zawadzki            |                      |
| Armia Czerwona                        |                          |                      |
| 8 Dywizja Strzelców                   |                          | 16 Armia             |
| → 64 pułk strzelców                   |                          | 22 Brygada Strzelców |
| → batalion instruktorski (Chińczyków) |                          |                      |
| → ochotniczy oddział spartakusowców   |                          |                      |
| → jednostki Flotylli Dnieprzańskiej   |                          |                      |

## Walki pod Olszanami
Po opanowaniu Łunińca, wojska polskie wstrzymały chwilowo marsz na wschód. 22 pułk piechoty ppłk. Władysława Grabowskiego zajął stanowiska na wschód od miasta. Jego I batalion wzmocniony oddziałem rtm. Stefana Felsztyńskiego i plutonem 4 baterii 7 pułku artylerii polowej, liczący  około sześciuset żołnierzy, dwa działa i szesnaście ckm-ów, obsadził poszczególnymi kompaniami Olszany, Remel i Moczule. Ze względu na ukształtowanie terenu każda z nich tworzyła samodzielny punkt oporu.
2 sierpnia sowieckie dowództwo podjęło próbę odzyskania Łunińca. Do natarcia ruszył 64 pułk strzelców, batalion instruktorski, ochotniczy oddział spartakusowców oraz kilka jednostek Flotylli Dnieprzańskiej. W sumie sowieckie zgrupowanie uderzeniowe liczyło około 1800 żołnierzy, dwa działa, dwadzieścia pięć ckm-ów. O świcie przeciwnik uderzył jednocześnie na trzy wioski. Do 15.00 Polacy zostali wyparci z Remla i Moczul. W Olszanach broniła się jeszcze 4 kompania kpt. Zawadzkiego. Polacy odparli siedem ataków sowieckich i zadali nacierającym duże straty. Wieczorem czerwonoarmiści przypuścili kolejny szturm na wioskę. Dzięki dużej przewadze liczebnej, wdarli się na stanowiska polskie, a walka przeniosła się  między zabudowania wioski. W krytycznej chwili, gdy plutony zaczęły już ustępować, kpt. Zawadzki zebrał kilkunastu żołnierzy i rzucił się do kontrataku „na bagnety”. Sowieci w zapadającym mroku nie rozpoznali siły kontratakujących i zaczęli wycofywać się. Do kontrataku dołączyli się żołnierze pozostałych plutonów, a uciekających w panice czerwonoarmistów ścigano jeszcze około półtora kilometra. Następnego dnia Sowieci nie przejawiali aktywności, a 4 sierpnia, po nadejściu dwóch kompanii 34 pułku piechoty, Polacy odzyskali Remel i Moczule.

## Bilans walk
Skuteczna polska obrona Olszan zapobiegła przełamaniu frontu polskiego pod Łunińcem i uniemożliwiła Sowietom przeprowadzenie planowanego natarcia na to miasto. 4 kompania 22 pułku piechoty pod Olszanami straciła pięciu poległych i 34 rannych, czyli około 30% stanu osobowego. Sowieci stracili blisko dwustu zabitych i rannych. Wzięto do niewoli trzydziestu jeńców i zdobyto cztery ckm-y.